# Дугар
 Дугар — калмыцкий тайши, сын тайши Сюнке-Батура и внук Хо-Урлюка, основателя Калмыцкого ханства в Поволжье.

## Биография
В январе 1644 года во время кавказского похода калмыцкие тайши потерпели крупное поражение от объединенных сил кабардинцев и малых ногаев. Среди убитых были Хо-Урлюк и Сюнке-Батур, дед и отец Дугара.
В 1669 году после смерти Мончака новым главным тайшой приволжских калмыков (торгутов) был избран его сын Аюка, получивший поддержку своих родственников, в том числе двоюродного дяди Дугара-тайши. Укрепив свою власть, Аюка решил избавиться от своих ближайших родственников, которые помогали ему в утверждении во власти, в борьбе за расширение владений, считая, что они могут стать его потенциальными конкурентами.
В том же 1669 году тайши Дугар со своим улусом откочевал к азовским татарам. В 1670 году к нему присоединился со своим улусом тайши Бок. Вскоре тайши Дугар и Бок прибыли на Дон, где были приняты казаками и заключили мирный договор с атаманом войска Донского К. Яковлевым. В июне 1670 года в окрестностях Астрахани тайши Дугар и Бок разгромили небольшой отряд дербетского тайши Солом Церена (вассала Аюки). В августе Аюка расставил между Царицыном и Доном двухтысячный отряд, который должен был пускать восставших казаков с Дона к Царицыну. Тайши Дугар и Бок, командуя 4 тысячами воинов, напали на заставы Аюки и разбили их.
По данным Ю. Лыткина, Аюка в 1671 году одержал победу над хошутским тайшой Аблаем благодаря поддержке и помощи своих родственников Дугара, Назара и дербетского тайши Солом-Церена.
Осенью 1672 года Аюка нанес поражение своему дяде Дугару и его сыну Церен-Дорджи, захватил и вернул их улусы на Волгу, а самих тайшей отправил пленниками в Астрахань. Церен-Дорджи был доставлен в Москву, где крестился и стал князем Василием Дугаровым. Василий Дугаров получил чин стольника, находился при царском дворе и скончался в 1689 году.